# Callodirphia satanas
Callodirphia satanas är en fjärilsart som beskrevs av Jones 1908. Callodirphia satanas ingår i släktet Callodirphia och familjen påfågelsspinnare. Inga underarter finns listade i Catalogue of Life.